# Foregone
Foregone je čtrnácté studiové album švédské skupiny In Flames, které vyšlo 10. února 2023. Jedná se o první album skupiny na kterém se podílel Chris Broderick, který nahradil Niclase Engelina.

## Seznam skladeb
| Pořadí         | Název                       | Délka |
| -------------- | --------------------------- | ----- |
| 1.             | The Beginning of All Things | 2:13  |
| 2.             | State of Slow Decay         | 3:58  |
| 3.             | Meet Your Maker             | 3:57  |
| 4.             | Bleeding Out                | 4:01  |
| 5.             | Foregone, Pt. 1             | 3:24  |
| 6.             | Foregone, Pt. 2             | 4:30  |
| 7.             | Pure Light of Mind          | 4:26  |
| 8.             | The Great Deceiver          | 3:45  |
| 9.             | In the Dark                 | 4:17  |
| 10.            | A Dialogue in B Flat Minor  | 4:28  |
| 11.            | Cynosure                    | 4:05  |
| 12.            | End the Transmission        | 3:42  |
| Celková délka: | Celková délka:              | 46:46 |

#### Bonus track
| Pořadí         | Název          | Délka |
| -------------- | -------------- | ----- |
| 13.            | Become One     | 3:28  |
| Celková délka: | Celková délka: | 50:14 |

## Sestava

### In Flames
- Anders Fridén – vokály
- Björn Gelotte – kytara
- Chris Broderick – kytara
- Bryce Paul – basista
- Tanner Wayne – bicí

### Technická podpora
- Howard Benson – producent
- Joe Rickard – mixing
- Ted Jensen – mastering